# Parsuá
Parsuá o Parsvá (siglo VIII a. C.) fue un reformador religioso indio.
Según la religión jaina, vivió cien años, entre el 877 y el 777 a. C.

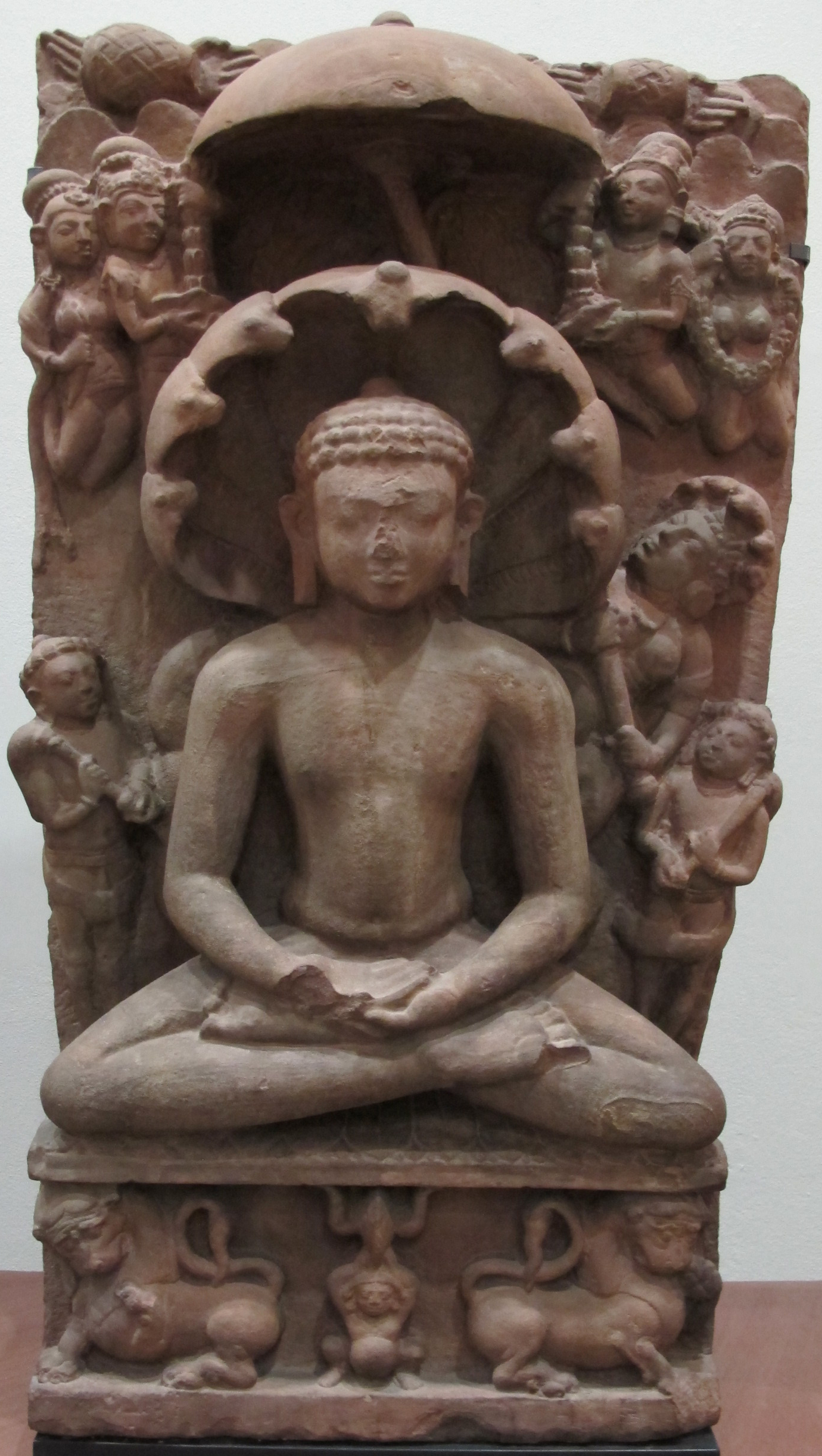
Imagen de Parsvá del u

- Parśva, en el sistema AITS (alfabeto internacional para la transliteración del sánscrito).
- पार्श्वनाथ, en escritura devanagari del sánscrito.
- Pronunciación: /parshuá/.[1]
- Etimología: costillas, tórax, costado, flanco (tanto de seres animados como inanimados), cercanía, cuchillo curvo[1]
  - Proviene de parshu:[2]
- Parswa, Parswanatha (siendo nathá: ‘señor’), rishí Parswanatha (siendo rishí: ‘sabio’) otro nombre que utilizan los yainas
- Appandai o AppandaiNathar, en tamil.
- Pāsa según el idioma ardha magadha o prácrito yaina.

## Historicidad y biografía
Siglos después de su muerte, los jainas proclamaron que Parsuá había sido el penúltimo tirthankara (constructor de puentes que conducen al nirvana), el n.º 23 de una hilera de personajes míticos. Pero es más posible que Parsuá haya sido el fundador de esa religión.
Es el líder jaina más antiguo que generalmente se acepta como figura histórica real.
Provendría de la Dinastía iksuakú, una tribu chatría que descendía del mítico rey Iksuakú.
A los 30 años de edad se convirtió en un asceta errante.
Parsuá creó los cimientos del primer sistema religioso de la India que negaba la autoridad de los múltiples dioses védicos y desarrollaba un pensamiento no teísta, reformado más tarde por Majavirá. A diferencia de Majavirá, no creó un sistema doctrinal completo. De acuerdo con la versión jaina, tenía una actitud menos ascética que Majavirá, y permitía que sus seguidores usaran ropas.

## Doctrina
De acuerdo con la tradición jaina, él alcanzó el nirvana 250 años antes del nirvana de Majavirá (el siguiente y último tirthankara). Suele considerarse que nació en Varanasi. Según algunos textos Svetambara como el Acaranga Sutra, afirman que los padres de  Mahavira fueron seguidores de Parsuá. De este modo conectan a Mahavira con la teología previa y le convierten en un reformador de la tradición monástica y mendicante previa. Las diferencias entre las ideas de Parsuá y Mahavira son una de las bases históricas para las disputas entre las dos corrientes principales del jainismo, los digambara y los svetambara. Los digambara no aceptan la diferencia entre las enseñanzas de uno y otro.